# Lobsang Nyendak Sadutshang
Ne doit pas être confondu avec Lobsang Nyandak.
Lobsang Nyendak Sadutshang (tibétain : བློ་བཟང་སྙན་གྲགས་ས་འདུ་ཚང, Wylie : blo bzang snyan grags sa 'du tshang), aussi appelé Lo Nyendrak Sadutshang (début XXe siècle- 1980?), de la famille Sadutshang, est un résistant et député tibétain. 

## Famille
Lobsang Nyendak Sadutshang et issu de la famille commerçante khampa des Sadutshang, dans la région de Kandze. Son père est Abo Bhu Sadutshang et sa mère Gonpo Dolma. La famille possède des terres importantes dans le Kham et un commerce à Lhassa, où elle vit dans le quartier de Banak Zhol, dans un manoir ayant appartenu à la famille Khyungrampa, connu sous le nom de manoir Sadutshang .
La famille Sadutshang, l'une des trois plus grandes sociétés commerciales du Tibet, a exporté de la laine en Inde, aux États-Unis et au Royaume-Uni et a importé des produits indiens et étrangers au Tibet. Avec l'entreprise familiale Pangdatsang et la succession du 5e Reting Rinpoché Tubten Jampel Yeshe Tenpai Gyeltsen, ils ont été appelés triumvirat Reting-Pangda-Sadu.
Lo Nyendrak était le 2e de huit enfants, quatre garçons et quatre filles. Le plus ancien des Sadutshang, Lo Gendun (-1959), est responsable de l'entreprise familiale et le plus jeune des Sadutshang est Rinchen Sadutshang.

## Biographie
Lobsang Nyendak Sadutshang a fréquenté l'école Darpoling à Lhassa. 
Le 23 mai 1951, un accord en dix-sept points a été signé à Pékin et le 24 octobre 1951, le Tibet a été intégré à la République populaire de Chine. En 1956, Lo Nyendrak, qui vit sur les terres ancestrales de Sadutshang à Kandze avec son épouse Tsewang Chodon, quitte Kandze pour ne jamais revenir. Comme beaucoup d'autres Khampas, il s'installe à Lhassa, où il rejoint le Chushi Gangdruk, un nouveau mouvement de résistance clandestin fondé par Gompo Tashi Andrugtsang. Il est devenu vice-commandant de ce mouvement, basé initialement à Chongye ('phyong rgyas) dans le sud du Tibet, puis au Mustang au Népal.
À la fin des années 1950, Lo Nyendrak Sadutshang rejoint l'Inde. Vers 1958, après que Gyalo Dhundup ait annoncé que les Américains allaient livrer des armes au Tibet, il fit partie des Khampas vivant en Inde à revenir au Tibet, et y mena une centaine d'entre-eux.   
En 1959, le 14e dalaï-lama fuit Lhassa pour demander l'asile en Inde et fonde le gouvernement tibétain en exil à Dharamsala. En 1963, lors de l'élection de la première assemblée des députés du peuple tibétain, Lo Nyendrak Sadutshang figurait parmi le premier groupe d'élus. Il a exercé les fonctions de parlementaire pendant trois mandats successifs. Il est décédé dans les années 1980.